# Poemas Completos de Alberto Caeiro
Poemas Completos de Alberto Caeiro é uma coletânea de obras de Alberto Caeiro, um dos heterônimos de Fernando Pessoa. É prefaciada por Ricardo Reis e posfaciada por Álvaro de Campos, e compõe-se de: O Guardador de Rebanhos, O Pastor Amoroso e Poemas Inconjuntos. 